# 이토 히로부미
이토 히로부미 일본어: 伊藤 博文, 1841년 10월 16일 ~ 1909년 10월 26일)는 에도 시대 후기의 무사(조슈 번사)이자 일본의 정치가이다. 아명은 리스케(利助)로, 후에는 슌스케(俊輔, 春輔, 舜輔)로 불렸다. ‘슌보’(春畝)나 ‘소로카쿠슈진’(일본어: 滄浪閣主人)고 불렸으므로, ‘슌보 공’(春畝公)이라고 쓴 것도 많다. 조선에서 외국인으로 받은 시호는 문충(文忠)이다.
메이지 유신 이후에 정부의 요직을 거쳤으며, 일본 제국 헌법의 기초를 마련하고, 초대·제5대·제7대·제10대 일본 제국 내각 총리대신을 역임했다. 또한 초대·제3대·제8대·제10대 추밀원 의장, 조선통감부 초대 통감, 귀족원 의장, 관선 효고현 지사 등을 지냈다. 입헌정우회를 결성해 원로로 활동했다. 대훈위 종1위를 받고, 작위는 백작으로 시작하여 후작, 공작으로 승작 되었다. 영국 런던 대학교 유니버시티 칼리지 런던으로 유학하였다. 전공은 화학으로 미국 예일 대학교에서 명예 법학 박사를 수여 받았다.
존왕양이 운동을 전개하다가 개화파로 전향하였고, 개국론·부국강병론을 전개했다. 1887년부터 1889년 2월까지 약 3년간에 걸쳐 제국 헌법 제정 작업에 참여하였고, 1886년부터는 여성 교육의 필요성을 역설하여, 일본 내에서 각 학교에서 여학생을 받아들이고, 여자 대학을 창설하는 계기를 마련하였다. 또한 제국 헌법 제정 과정에 참여하여 개혁 정책을 전개했다. 일본 제국이 러일 전쟁에서 승리한 이후에 조선통감부의 통감을 역임했으며, 1909년에 만주 하얼빈에서 안중근 의사가 쏜 총탄에 맞아 암살당했다.

## 생애

### 생애 초기

#### 출생과 가계

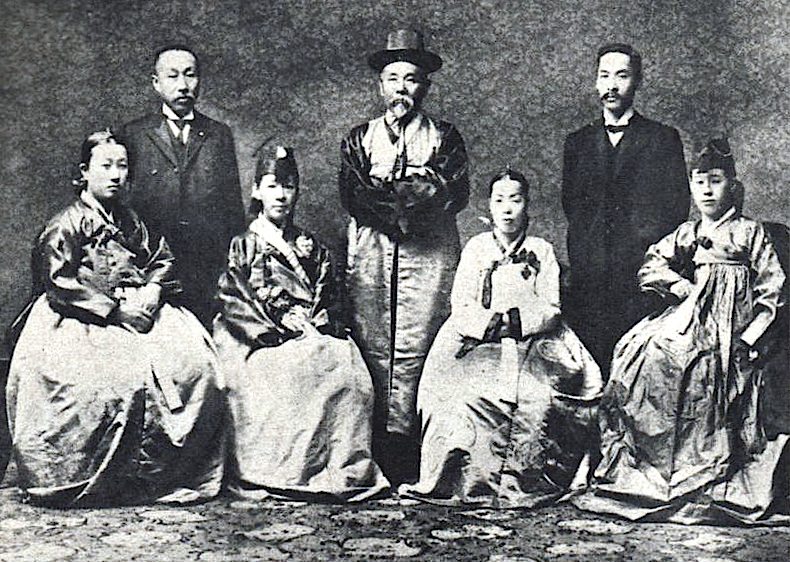
한복을 입은 이토. 한국 통감 시대, 전열, 왼쪽에서 두번째가 통감부인 이토 우메코

이토 히로부미는 1841년 10월 16일 조슈번 스오국 구마게군(지금의 야마구치현 히카리시) 야마구치의 스오구니촌(周防國村)에서 농민 출신 하급 무사의 아들로 태어났다. 이토의 아버지의 이름은 하야시 주조(林十藏)였으며 이토 히로부미의 어릴 때 이름은 하야시 리스케(林利助)였다. 아버지가 조슈번의 주겐(中間)계급인 이토 다케베(伊藤武兵衛)의 양자가 되면서 성을 하야시에서 이토(伊藤)로 바꾸었고, 그 역시 양조부의 성을 따서 이토로 성을 바꾸었다. 후에 이토 다케베가 최하급 무사 신분인 아시가루가 되면서 이토도 무사 신분을 얻게 되었다. 무사인 이토 다케베의 양자가 되었다.

#### 소년기
11~12세 때 동네 서당에서 글을 익혔고, 14세에 번의 무사들이 하는 일 중 잡역을 맡게 되었다. 그러나 문자와 한학, 독서하는 것을 보고 그의 가능성을 알아보는 이가 나타난다. 15세 되던 해에 임무를 띠고 파견된 번사들의 조수로 잔심부름을 하게 되었는데, 이때 그가 모시던 구루하라 료조가 이토 히로부미의 재능을 알아보고, 요시다 쇼인을 찾아가 볼 것을 권고한다.

#### 청년기

##### 요시다의 문하생

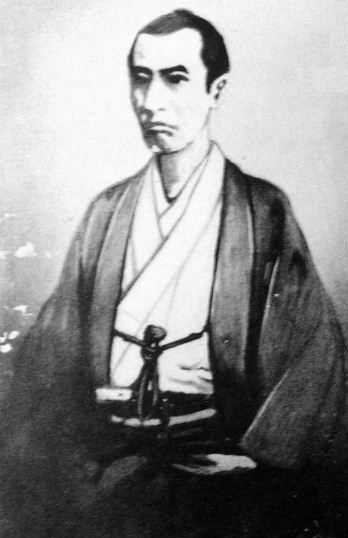
스승 요시다 쇼인

이어 구루하라 료조는 요시다 쇼인에게 이토를 소개하는 소개장을 써주어서 보냈다. 1857년 요시다 쇼인(吉田松陰)을 만나 그의 사상에 감화받고, 요시다가 운영하는 쇼카손주쿠(松下村塾)에 입학하여 수학하게 되었다. 이후 10대 후반까지 번의 하급 무사로서의 역할을 수행하면서 요시다 쇼인의 학당에서 수학하였고, 한편으로 기도 다카요시, 이노우에 가오루, 야마가타 아리토모 등과 교제하게 된다.
신분이 미미하였던 탓에 쇼카손주쿠 생활 초기에 문벌가문 자제들로부터 무시와 박대를 당하기도 하였다. 그러나 스승 요시다는 신분에 구애됨 없이 그의 재능을 높이 샀고, 그는 요시다의 사상에 감복하여 더욱 학업에 정진하였다.

##### 막부 타도와 존왕양이 운동

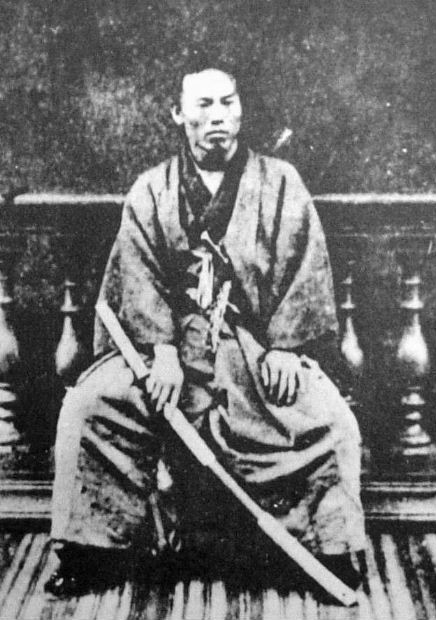
청년 지사 시절의 이토 히로부미

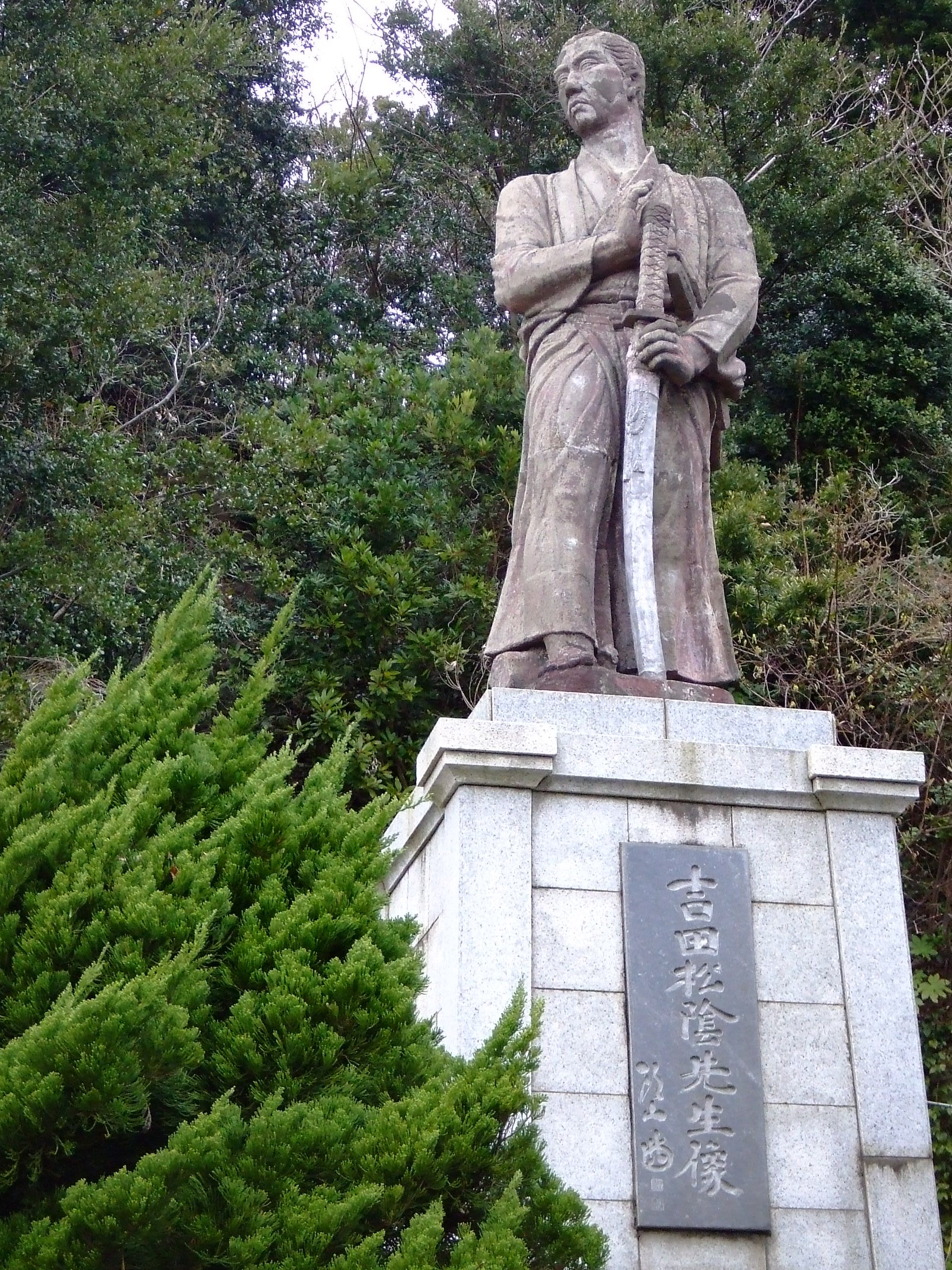
스승 요시다 쇼인의 동상

1859년 그의 스승인 요시다 쇼인이 처형된 이후 다카스기 신사쿠가 조직한 미다테구미라는 조직의 조직원으로서 여러 테러활동에 가담했다. 그는 부국강병론과 애국사상을 전수한 스승의 가르침을 평생 잊지 않았다. 그는 유교의 충효의 개념과 존왕 사상에 입각하여 막부 타도와 천황의 직할 통치론을 주장하였다.
1863년 1월 영국 공사관에 대한 방화를 시작으로 2월에 막부의 밀정인 우노 도카이 암살에 공범으로 가담했고, 천황 폐위의 전례를 알아봐 달라는 막부의 자문에 응한 것으로 여겨지던 국학자인 하나와 지로와 그의 문하생을 살해했다. 같은 해에 존왕양이 활동의 공로를 인정받아 기도 다카요시의 시종으로서 준무사(準士雇)로 한 단계 신분 상승을 하게 된다.

#### 영국 유학과 귀국

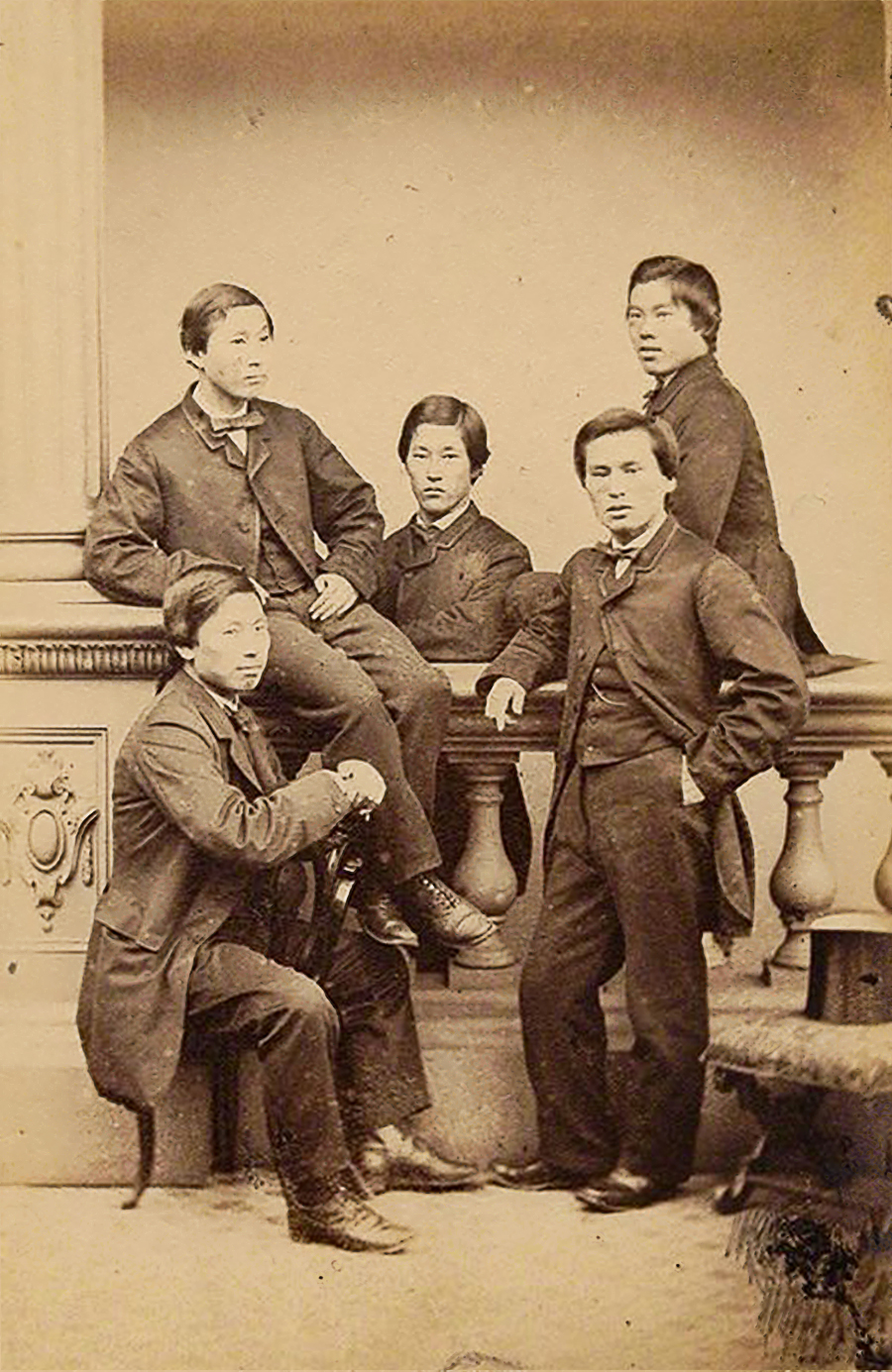
영국에 파견된 5명의 유학생 장주 5걸, 우측 상단에 앉은 이가 이토 히로부미

5월에는 이노우에 가오루가 번에 건의하여 이루어진 영국 유학생 5명 중 한 명으로 선발되었다. 그해 5월말 엔도 긴스케(遠藤謹助), 이노우에 마옘병
다. 그러나 영국에 간 이후 그는 놀라운 속도로 영어를 익혀 기본적인 회화가 가능하였다. 런던 도착 후 화학자인 알렉산더 윌리엄슨 런던 대학교 교수의 저택에서 하숙하면서 그는 영어와 영국식 예의 범절의 지도를 받았다. 런던에서 영어 공부와 함께 박물관과 성곽을 방문하고 해군 시설, 공장 등을 견학하여 견문을 넓혔다. 그는 유교적 대의명분론에 입각한 존왕양이론자였으나 영국 유학 중 영국과 일본의 너무 압도적인 국력의 차이를 목격하고 개국론으로 사상을 전환하게 된다.
그러나 1년간 영국의 신문물을 견학하고 익혔으나 조슈 번과 외국 함대의 전쟁 소식을 듣고 이노우에 가오루와 함께 1864년 6월에 귀국하였다. 이후 이노우에 마사루와 함께 전쟁을 막으려고 중재를 시도하였으나 실패한다. 귀국 후 요코하마 도착 후 영국 공사 존 올칵과 통역관 어니스트 새토(Ernest Mason Satow)를 만나 협상, 중재를 부탁하였으나 거절당한다. 이후 그는 번에 양이 노선 중지를 건의했으나 받아들여지지 않았고, 유리아라스 호로 함장 쿠퍼와의 강화회의에 다카스기의 통역으로 참가했다. 강화회의 직후 이때 양이 파의 암살 계획을 알고 다카스기와 함께 피신해 있기도 했다. 1864년 12월, 조슈 번이 막부와의 싸움에서 막부에 공손한 자세를 보이자 보수파를 타도하기 위한 다카스기 신사쿠의 거병에 참여했다. 이후 메이지 유신까지 번의 토막(討幕) 정책을 수행하였다.

#### 막부 타도 운동
이후 강력한 천황제의 필요성을 느낀 그는 막부 타도 운동에 가담하였고, 막부 세력의 타도를 위한 정변을 계획한다. 이때 다카스기 등이 청년 무사 조직을 이끌고 거병한다. 이때 다카스기에게 가장 먼저 달려온 것은 이토였다. 
이후 군인들도 참가하는 등 각처에서 세력을 늘려 보수파와 막부 지지세력과 투쟁을 시작, 혁신파 정치 세력을 구성한다. 이후 꾸준한 투쟁 끝에 막부 지지 세력을 타도하고 천황 친정체제 구축에 가담한다. 
이후 이토는 이 때를 일컬어 "내 인생에서 유일하게 자랑할 수 있는 것이 있다면 이 때 가장 먼저 다카스기 씨에게 달려온 것이다"고 말했다.
막부 세력과 지방의 번들을 토벌하는데 성공한 개화파 세력은 전권을 천황에게 양도한다. 이로써 메이지 유신 시대가 열리게 된다.

### 정치 활동

#### 정계 입문 초기

이와쿠라 사절단. 오른쪽부터 오쿠보 도시미치, 이토 히로부미, 이와쿠라 도모미, 야마구치 나오요시, 기도 다카요시.

메이지 유신 이후에는 이토 히로부미로 개명하고, 조슈 번의 유력자로 영어 등에 통달한 것을 인정받아 정계 입문, 외국 사무국 판사, 관선 효고현 지사, 초대 공부성 장관 등 정부의 요직을 역임했다. 
1871년부터 73년까지 이와쿠라 사절단의 일원으로 서양 각국을 시찰했다. 귀국 후 정한론에서는 오쿠보 도시미치, 이와쿠라 도모미 등과 함께 시기상조라는 의견을 표명했다. 논쟁에서 오쿠보와 기도, 이와쿠라 등의 사이를 오가며 만남을 주선하고 계책을 제시해 내치파의 승리에 기여했다.
논쟁이 내치파의 승리로 끝난 직후, 이토는 내각 참의 겸 공부성경이 되었다. 정한 논쟁 이후에는 오쿠보 도시미치가 정국의 주도권을 장악하게 되었다. 그는 1874년에 오키나와 원주민 피살 사건에 대한 보복으로 대만 침략을 결정했는데 청국과의 전쟁을 우려하며 반대했던 기도는 이에 반발해 사임하게 된다. 하지만 오쿠보로서도 조슈파의 리더인 기도의 협조를 원했기 때문에 이토는 1875년 1월 오사카에서 오쿠보와 기도의 만남을 주선했다(오사카 회의). 이러한 정치적 활동들을 통해 이토는 오쿠보를 비롯한 여러 선배 정치가들로부터 두터운 신임을 얻게 되면서 정치적 실력자로 부상하게 되었다.

#### 권력 장악
1878년 당시 정부 내에서 가장 막강한 영향력을 행사했던 오쿠보가 암살되면서 권력에 공백이 나타난다. 이토는 오쿠보의 뒤를 이어 내무상으로 승진했으며 곧 권력 장악을 꿈꾸게 된다. 이때 역시 야심있고 재능있는 정치가인 오쿠마 시게노부와 대립하게 되었다. 달변가이기도 했던 이토는 잇따른 정치적 수완과 달변을 발휘하여 1881년까지 오쿠마와 그의 지지자들을 정부에서 축출했으며, 천황과 정부 고관들을 설득하여 헌법을 제정할 것을 건의했다.
하지만 오쿠마의 딸과 부정한 행위가 발각되어 그의 권력은 흔들리기 시작했다.

#### 일본 제국 총리대신

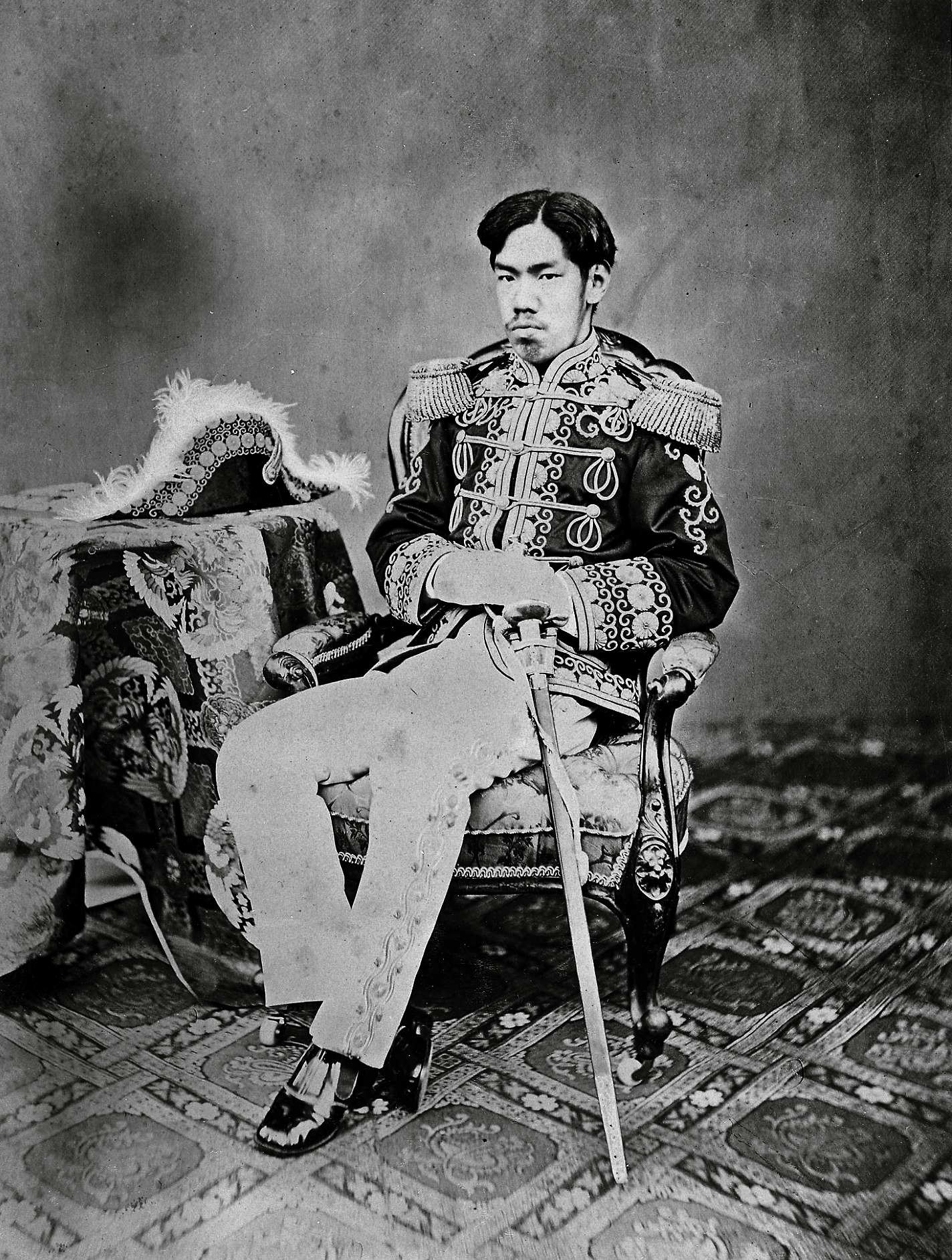
일본 천황 메이지, 그는 이토를 신임하였고 그의 개혁 정책을 전폭 후원하였다.

##### 1차 총리 취임과 퇴임
1877년부터 1878년까지 이른바 유신삼걸로 불리던 사이고 다카모리, 오쿠보 도시미치, 기도 다카요시가 모두 사망하면서 이토는 정권의 중심이 되었다. 1878년 5월에는 오쿠보의 후임으로 참의 겸 내무경이 되었다. 한편 1879년 말 정부에서 입헌제에 관한 논의가 이루어지면서 참의 전원이 그에 관한 의견서를 제출하도록 했는데 1881년 참의 겸 대장경이었던 오쿠마 시게노부는 영국식 내각책임제에 가까운 급진적인 안을 제출했고 이로 인해 같은 해 10월 그 자신과 관련 관료들이 물러나게 되었다. 이를 이른바 메이지 14년 정변이라고 하는데 이토는 이후 헌법 제정을 위해 이듬 해인 1882년 유럽에 건너가서 1883년 8월 귀국할 때까지 독일 제국을 모델로 헌법을 연구했다. 귀국 후에는 참의 겸 궁내경 겸 궁내성 제도취조국 장관으로서 헌법 초안을 기초하는 임무를 맡게 되었다. 그러나 조선에서 갑신정변이 일어났을 때는 전권대사로 청국에 파견되어 1885년에 톈진 조약을 체결하기도 했다.
같은 해에 입헌제 도입에 앞서 내각 제도가 창설되면서, 초대 총리대신이 되었다. 총리대신으로 있으면서 헌법 및 황실전범의 초안을 완성했으며, 1888년 5월 8일에는 헌법 초안을 심의할 추밀원이 신설되자 스스로 총리를 사임하고 초대 의장이 되었다. 1889년 2월에 헌법이 발포 되자 헌법 제정 공로로 욱일동화대수장(旭日桐花大綬章)을 받았다.

##### 일본 제국 헌법 제정에 참여
1887년부터 3년간 그는 일본 제국 헌법 제정에 참여한다. 1887년 나쓰시마(夏島)에서 이토는 이노우에 고와시, 가네코 겐타 등과 함께 헌법 초안의 검토를 시작한다. 이때 이토는 자신이 법령에 부족할 수 있다고 판단, 국내와 외국인 법학자들을 불러 자문을 구하기도 한다.
3년간의 논의 끝에 1889년 2월 11일 구로다 내각 하에서 일본 제국 헌법이 발포된다. 헌법이 공포되자 이토는 가족 모임과 여러 공, 사적 모임을 소집하여 헌법에 대해 언급하고 입헌 정치의 중요성, 특히 일반 국민을 정치에 참여시키는 것의 중요성을 주장하였다. 그해 6월 "헌법 정의 해제"를 간행한다. 그 뒤 1892년에는 천황을 중심으로 한 강력한 법치주의적, 국수주의적 정당 결성을 주장하지만, 천황의 반대에 의해 좌절된다.

##### 2번째 총리직
메이지 헌법 제정 이후 실시된 의회제에서는 1890년 귀족원 의장으로 취임했다. 한편 의회제 시행 이후 여소야대 정국에서 정부는 야당의 예산삭감 투쟁에 시달리고 있었는데, 이에 굴복해 마쓰카타 내각이 1892년 중의원을 해산하자 이토가 다시 총리로 선출되어 제 2차 이토 내각을 조직했다. 이후 총리로서 청일 전쟁을 지휘하고 1895년 청국과 강화조약을 체결했다. 한편 그가 총리로 있는 동안 임명한 미우라 고로 주한 일본 공사에 의해 을미사변이 일어났다.
1896년 8월 28일에 총리를 사임하고 이듬 해 5월 영국 빅토리아 여왕 즉위 60주년 기념 축하 사절로 영국에 갔다.

#### 3번째 총리직
귀국 후 12월 야당의 공세에 중의원이 해산되자 1898년 1월 12일에 총리로 임명되면서 제 3차 이토 내각이 출범했다. 그러나 총선 후 제 1당이 된 자유당과 제 2당인 진보당이 손잡고 정부의 증세안을 부결시키자 6월 10일 의회를 해산하였다. 이를 계기로 정당 결성의 필요성을 느낀 이토는 신당 창당을 추진했지만 야마가타 아리토모의 반대에 직면하자 6월에 총리를 사임했다.

#### 4번째 총리직
1900년 9월 15일에 입헌정우회를 창당하고 총재가 되었으며 야마가타가 총리직을 사임하면서 같은 해 10월 19일에 다시 이토가 총리가 되어 제 4차 이토 내각이 발족하게 되었으나 총리가 된 이후 건강이 악화되어 휴양을 하게 되고, 또한 이토의 대(對)러시아 정책에 불만을 품은 세력들이 이토 내각을 흔들었기 때문에 1901년 5월 2일 내각의 의견 불일치를 이유로 자진 사퇴하면서 다시 단명 내각으로 그치고 말았다.

##### 외교 활동
1901년 9월부터 구미 순방에 나섰다. 순방 중 10월에 예일대학에서 명예 법학 박사학위를 수여 받았고 11월에는 프랑스를 방문했다. 미국의 예일대는 1901년 10월 23일 창립 2백주년을 맞았는데, 이 행사를 기념해 정우회 총재였던 이토에게 명예 법학박사 학위를 주었다. 학위 수여에는 예일대학 철학과 교수인 조지 트럼벌 래드 박사의 추천이 작용했는데, 그는 '이토 히로부미 후작과 함께 한국에서(In Korea With Marquis Ito)'라는 글을 쓰기도 했다. 래드는 1906년 일본에 놀러오며 이토의 종용으로 한국을 다녀갔다.
당시 일본은 비밀리에 영국과의 동맹을 추진하고 있었지만 이토는 개인적으로 러시아와의 만한교환 협상을 생각하고 있었다. 그러나 11월 28일 러시아에서의 협상은 성과 없이 끝났고 반면 다음 달 영국 방문에서는 환대 속에 영국 외상과 영일동맹 문제에 관한 의견을 나누게 되었다. 그리고 이토가 1902년 1월 23일 유럽을 떠나고 얼마 지나지 않은 1월 30일 영일 동맹이 성립되었다. 1903년 7월에 다시 추밀원 의장으로 취임했다. 1904년 2월 4일에는 원로로서 어전회의에서 러일 전쟁 개시를 결정했다. 전쟁 개시 이후인 3월에는 서울을 방문해서 고종을 알현하고 일본에 대한 협조를 강요했다.

#### 을사늑약 체결과 조선통감 취임

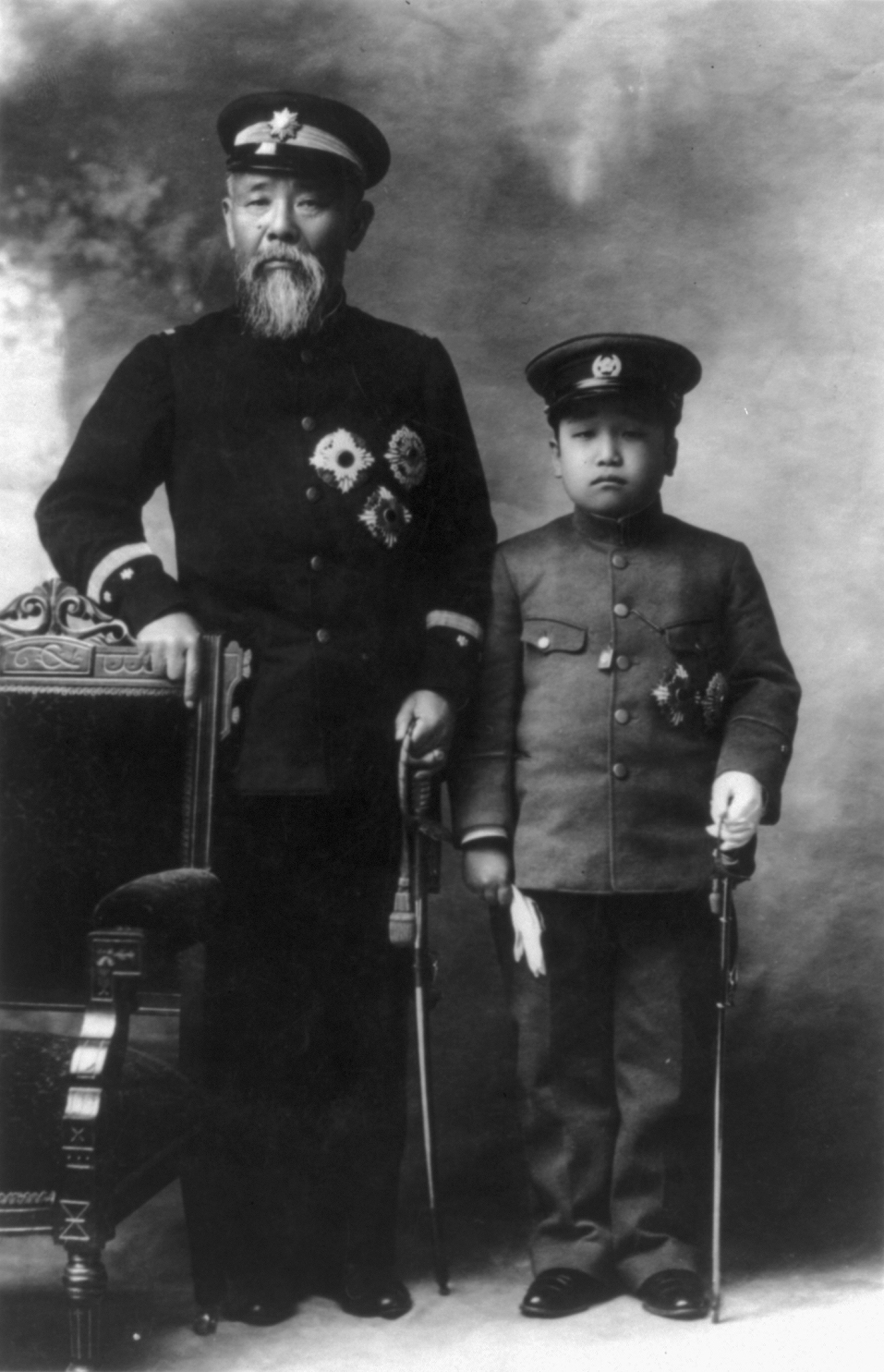
이토 히로부미가 대한제국의 황태자 영친왕 이은과 함께 찍은 사진 (1905년)

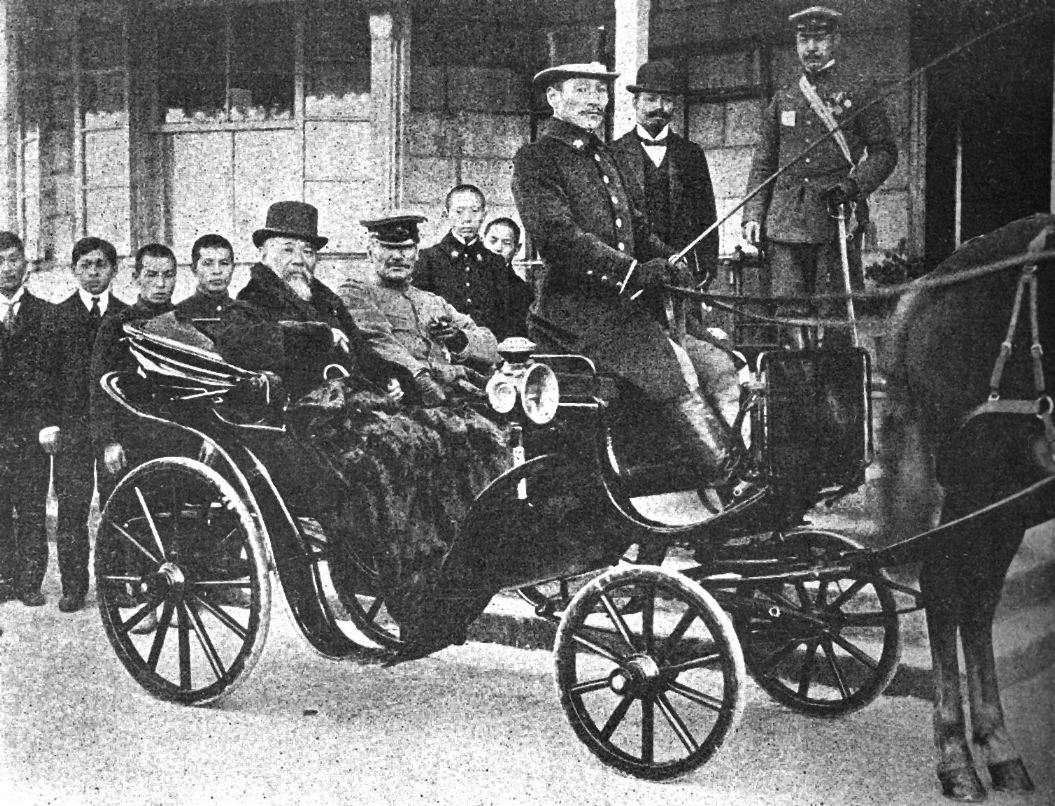
하세가와 대장과 함께 통감부로 향하는 이토 히로부미 (앞쪽)

러일 강화 조약 체결 이후 1905년 10월 27일 조선과 보호조약을 체결하여 외교권을 손에 넣는다는 고무라 주타로 외상의 구상이 내각 회의에서 통과된 이후 이토는 조선 정부에 조약을 강요하는 일을 맡았다. 그 해 11월 17일 고종과 대신들을 위협해 을사늑약을 강제로 체결시켰다. 1905년 어느 날, 이토 히로부미는 수원 관광을 갔다가 열차를 타고 서울로 돌아오는 길에 을사늑약에 불만을 품은 조선인 청년 원태우가 던진 돌에 머리를 맞아 중상을 입기도 했다. 원태우는 그 자리에서 체포되어 옥고를 치르게 된다. 을사조약 체결 이후 스스로 통감을 맡았다.
그리고 1906년 3월 이토가 초대 통감(총독)으로 취임해 조선에 대한 실질적인 지배권을 행사했다. 1907년 5월 22일 을사늑약에 공을 세운 이른바 을사오적을 중심으로 하는 새 내각을 조직하도록 했다. 일본에 망명 중이던 박영효를 불러들여 궁내대신으로 삼은 이 내각은 총리대신 이완용, 탁지부대신 고영희, 법무부대신 권중현, 농상공부대신 송병준, 내부대신 임선준, 군부대신 이병무, 학부대신 이재곤(李載崑 또는 李載崐) 등으로 구성되었다.
통감 이토는 조선의 시정 개선을 위해서 도로 개설을 역설하고 도로 건설에 착수한다. 1895년 5월에 제정된 여학교관제가 공포되지 못하여 관립여학교의 설립이 지연되고 있었는데, 1908년 고등여학교령을 공포하여 고등여학교의 설립의 제도적 기반을 마련하고 최초의 여학교 설립은 아니었으나 같은해 4월에 공립 한성고등여학교를 설립한다.
을사늑약 체결 이후, 그는 대한제국의 황태자 이은의 스승을 자처한다. 유교적 학식이 있었던 그는 이은의 보호자이자 스승이라는 명목으로 그를 데리고 도일한다. 이토는 일본어와 군사 지식을 직접 가르쳤다 한다.

### 생애 후반

#### 한국 고종 양위 주도

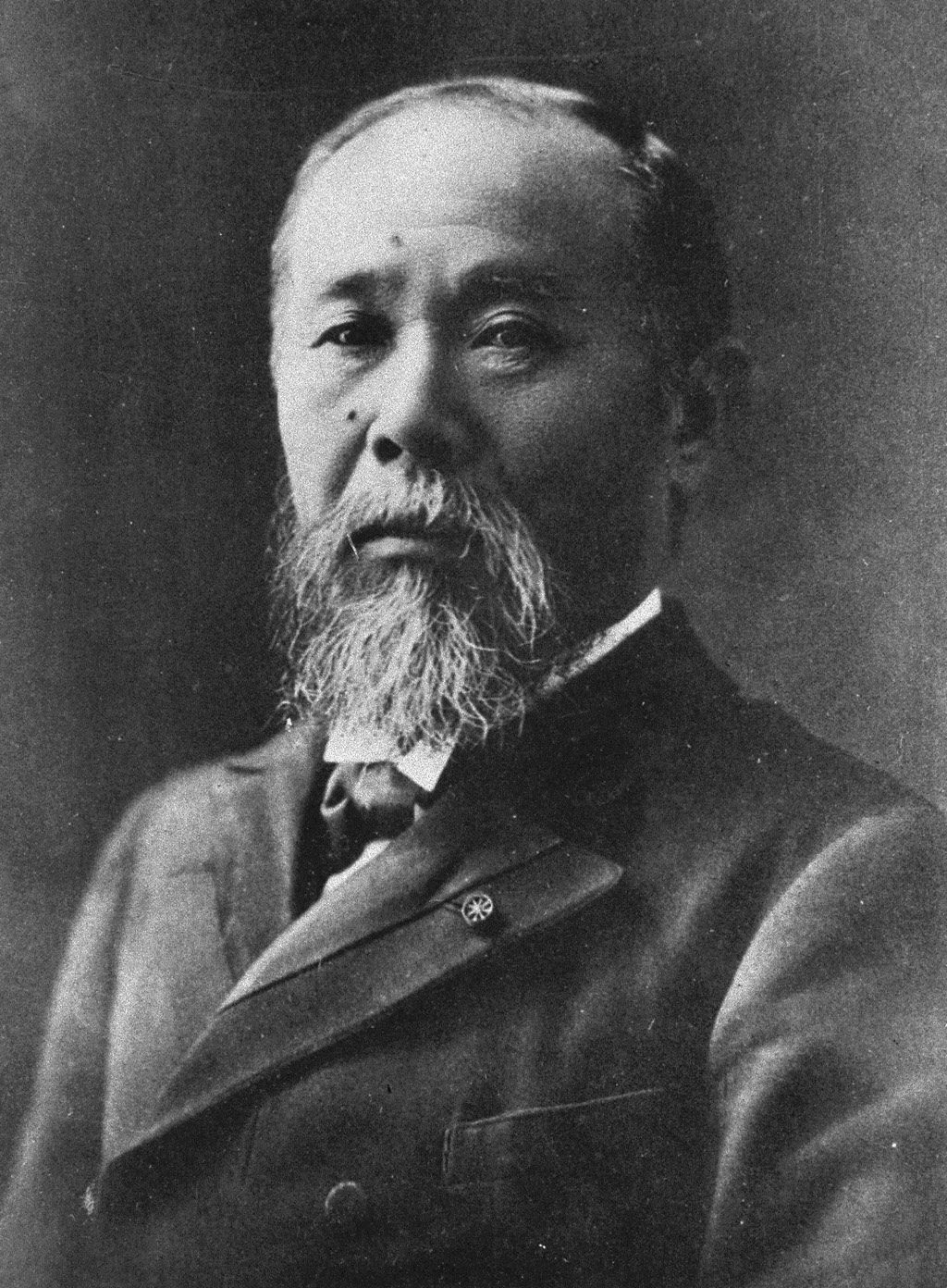
조선통감 재직 시절

1907년 7월 1일 일본 외무성으로부터 이토 히로부미 앞으로 날아온 한 장의 전문이 한국 황실과 정부를 초긴장 상태로 몰아넣었다. 한국 황제의 밀사를 자처하는 한국인 3명이 헤이그에서 열리고 있는 만국평화회의에 참석을 요구하면서 '1905년에 일본과 맺은 보호조약은 한국 황제의 뜻이 아니며 따라서 무효'라고 주장하고 있다는 내용이었다. 헤이그 주재 일본공사가 외무성에 보낸 긴급 전문을 다시 외무성이 이토에게 전달한 것이다.
7월 3일 이토는 총리대신 이완용을 통감 관저로 불러 어디서 입수했는지 고종의 밀사를 통해 러시아 황제에게 보낸 호소 친서의 초고라는 것을 증거로 제시하면서 이완용을 추궁했다. 이완용은 한때 친러시아파 인물이라 의심받고 있었다. 이토는 이완용에게 "이같은 행위는 보호조약을 위반한 것이며 일본에 대한 적대적 행위이다. 그러므로 일본은 한국에 대해 선전포고를 할 충분한 이유가 있다"고 협박했다.

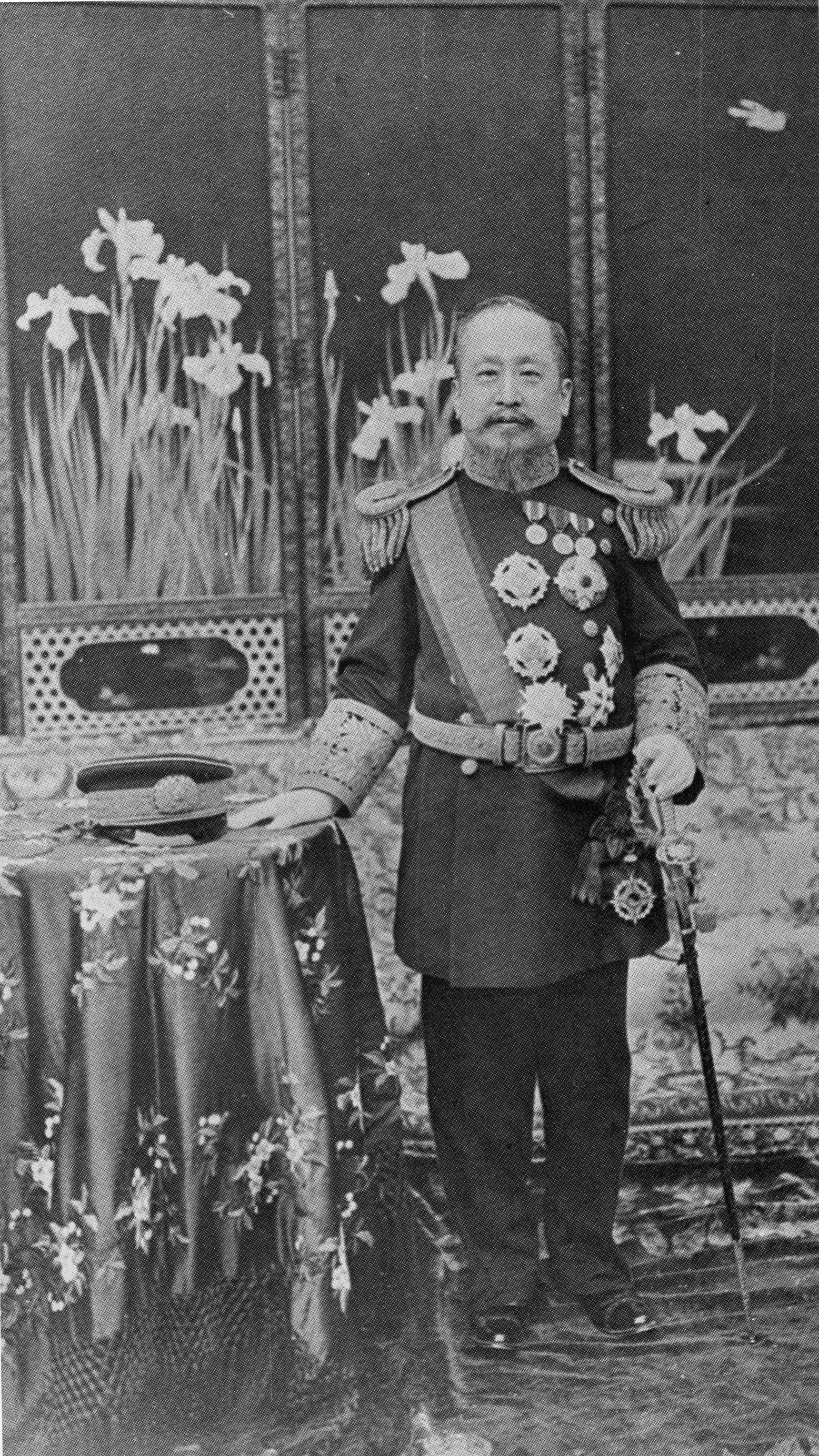
대한제국 황제 고종
(일본정부와 이토 히로부미가 헤이그 밀사 사건의 책임을 물어오자 이완용은 고종의 퇴진이 왕실과 국민들을 지키는 것이라고 판단하게 된다.)

이토의 추궁에 대해 이완용은 우선 이번 사건은 내각에서 전혀 관여하지 않았다고 극구 변명하며 선처를 빌었다. 이에 대해 이토는 "나 역시 이 사건에 책임을 지고 본국 정부의 조치를 기다리는 몸이다. 그런데 어떻게 남을 용서할 수 있겠는가."라고 냉정하게 대답했다. 이완용은 이토 앞에서 몸둘 바를 모르고 전전긍긍하다가 거듭 사죄하고 물러 나왔다.
이토는 이어 7월 3일 오후 일본 해군 연습함대의 장교들을 데리고 황제 고종을 알현한 자리에서도 문제의 친서라는 것을 고종에게 보이며 책임을 추궁했다. 이토는 "이와 같은 음흉한 방법으로 일본의 보호권을 거부하려는 것은 차라리 일본에 대해 대해 당당하게 선전포고하는 것만 못하다. 모든 책임은 전적으로 황제가 져야 하며 이런 행동은 일본에 대해 적대적 의도가 있다는 것을 공공연히 드러낸 것으로 협약을 위반한 것이다. 따라서 일본은 한국에 선전을 포고할 수 있는 권리를 보유하고 있다는 사실을 총리대신에게 통고했다."라고 으름장을 놓았다.
이 사건으로 이토가 일시 궁지에 몰린 듯한 것은 사실이다. 일본 신문들이 이 사건을 대대적으로 보도하면서 은근히 한국정부에 대한 감독을 소홀히 한 이토의 책임을 거론했기 때문이다. 그러나 이토와 일본은 이 사건을 오히려 한국 정부의 주권을 말살하기 위한 호기로 역이용하기로 작정하고 우선 총리대신 이완용을 불러 선전포고 운운의 협박을 한 것이다. 이후 이완용은 고종에게 순종의 황제 대리청정을 진언하였고, 고종은 처음에는 그의 대리청정 주장을 거부하다가 수용한다.

#### 대한제국 고종 양위 사건의 여파
고종은 순종에게 양위하기 직전 순종에게 이완용의 진언대로 황제 대리 의식을 거행하게 한다. 그리고 고종은 그해 말 양위한다. 이토는 고종의 양위식에 참석하였다. 이완용은 조칙이 내려진 19일 곧바로 황제 대리 의식을 거행하려고 하였다. 그런데 의식을 집행해야 할 궁내부 대신 박영효가 이를 반발해 병을 핑계로 대궐에 나타나지 않음으로서 식을 치룰 수가 없게 된 것이다. 이완용은 자신이 스스로 궁내부대신 임시서리가 되어 7월 19일 황제 대리 의식을 강행했다.
순종의 황제 대리 의식이 있던 7월 19일 그 시간에 반일 단체인 동우회 회원들이 덕수궁에서 2킬로미터도 채 떨어지지 않은 이완용의 남대문 밖 중림동 집으로 몰려가 집을 완전히 불살라버렸다. 이 사건으로 가재도구는 말할 것도 없고 고서적 등이 모두 타버려 이완용은 10만원 상당의 재산 피해를 입었다.

#### 퇴직과 사망

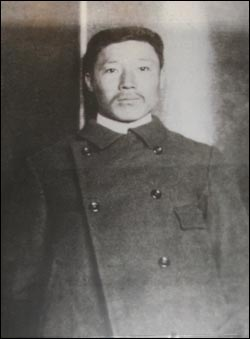
하얼빈에서 이토 히로부미를 저격한 한국인 저격조의 한 사람 안중근 의사.

1907년 7월에는, 헤이그 특사 사건을 빌미로 고종을 강제로 퇴위시켰다. 1909년 봄, 가쓰라 다로 총리와 고무라 외상은 한국을 강제 합병할 방침을 정하고 이토와 상의했는데, 강제 합병 계획이 없다고 1907년 밝힌 이후 평소 강제 합병에 반대하는 것으로 알려져 온 이토는 이 자리에서 강제 합병에 아무런 이의 없이 동의했다.
강제 합병 방침이 결정된 이후 이토는 1909년 6월 14일에 통감직을 사임하면서 같은 날 추밀원 의장에 임명됐다.
1909년 10월 26일 오전, 러시아 재무상 블라디미르 코콥초프와 회담하기 위해 만주의 하얼빈 역에 내렸다가 대한의군 참모 중장(大韓義軍 參謨 中將)으로 복무하고 있던 안중근 의사에게 사살당했다. 향년 69세. 장례는 1909년 11월 4일에 히비야 공원에서 국장으로 치러졌다. 근왕지사로서는 그는 동료들 보다 오래 살았다.

#### 사망에 이르는 과정
1909년 10월 이토 히로부미가 러시아 제국의 재무장관 블라디미르 코콥초프와 회담하기 위해 하얼빈에 오게 되었다. 안중근, 우덕순, 조도선, 유동하 등은 이토가 코콥초프를 만나러 만철열차 편으로 뤼순과 하얼빈역을 경유한다는 정보를 대동공보사에서 전해들었으며, 안중근이 이토의 처단을 자원했다. 10월 21일에 대동공보사 기자 이강(李剛)의 지원을 받아 블라디보스토크를 떠난 안중근은 우덕순, 조도선, 유동하와 함께 하얼빈역에 도착했다. 애초엔 둥칭 철도(東淸鐵道)의 출발지인 창춘의 남창춘(南長春) 및 콴청쯔(寬城子)역과 도착지인, 차이자거우(蔡家溝) 및 (다음 역인)하얼빈의 4개 지점에서 암살하려 했으나 자금, 인력이 부족하여 거사를 도착지(차이쟈거우 또는 하얼빈)로 변경했다. 이에 따라 우덕순과 조도선은 차이쟈거우 역으로 이동하였으며 안중근은 하얼빈역에서 공격하기로 했다. 차이자거우 역에서의 계획은 이를 수상하게 여긴 러시아 경비병에 의해 실패하였다.
10월 26일 오전 9시, 이토의 열차가 하얼빈역에 도착했다. 이토는 코콥초프와 열차 안에서 회담한 후 9시 30분경 러시아 군의 사열을 받기 위해 하차했다. 안중근은 사열을 마치고 열차로 돌아가던 이토를 브라우닝제 반자동권총 M1900으로 저격했다. 안중근은 총탄 일곱 발 중 세 발로 이토를 맞혔고, 나머지 네 발 중 세 발은 각각 그 곁의 수행비서관, 하얼빈 주재 일본 총영사, 만철 이사를 맞혔다.

### 장례식

#### 시신 운구 작업

도쿄 가스미가세키 부근을 지나는 모습

이토는 바로 하얼빈의 병원으로 옮겨졌으나 과다 출혈로 10월 26일 오전 11시 경 사망했다. 죽음이 확인된 뒤, 그의 시신은 열차편으로 오전 11시 40분 하얼빈역을 출발하여 오후 6시 장춘 역에서 쉬다가 다시 장춘을 떠나 1909년 10월 27일 밤 다롄에 도착, 만철 병원으로 옮겨졌다. 만철병원의 영안실에서는 방부제인 포르말린 액이 투입되고, 총탄에 뚫린 세 군데에는 반창고를 붙였다. 이어 시신은 일본 제국 천황이 보낸 회나무관에 들어갔다. 일본 제국 군함 아키쓰시마(秋津洲)로 운구되었다. 시신은 동해를 출발, 현해탄을 건너 일본 시모노세키와 모지(門司) 사이의 관문해협으로 들어섰다. 이어 11월 1일 오전 11시 도쿄 근처 항구 요코스카 부두에 입항했다.
시신이 도착하기 전, 요코스카 항에는 인파가 몰려 운구가 지체됐다. 11월 1일 오후 1시경 시신은 인파를 비집고 6량으로 편성된 포차(砲車)에 실려, 2일 오후 1시경 신바시 역에 닿았다. 신바시 역 광장은 약 2천명의 출영자로 붐볐다. 시신은 2일 오후 2시 40분경 아카사카 구(赤坂區) 영남판(靈南坂) 추밀원 의장 관저에 도착했다. 이 관저는 이토의 국장 기간 중 국장 사무소로 쓰였다.

#### 국장 거행
추밀원 회의와 내각 회의는 이 장례를 국장으로 결정했다. 시신이 도쿄로 운구되는 동안 장례식 준비는 완료됐고, 호송 의장병 책임자로는 일본 제국 육군 대장이, 국장의 건축 설계자로는 일본 근대건축의 원로인 내장두(內匠頭) 가타야마(片山東熊)가 임명됐다.
당시 정권 강화와 일본 내부의 불만을 해결하기 위해서 일본 정치인들은 자신들의 정권 안정화를 위하여 일본 국민들을 그의 장례식으로 단결시키기위하여 국장을 강제로 진행하였다.
국장일인 1909년 11월 4일, 관은 오전 9시에 관저를 출발했고 노제는 히비야 공원에서 치렀다. 오전 10시 반 히비야 공원에서 유럽식으로 열린 이 국장의 참배객들은 대부분 서양복을 입었으며 영국, 미국, 독일, 프랑스 및 러시아인 외교관들과 내외빈의 조사가 낭독됐다. 50년 친구라는 후작 이노우에 가오루는 '낙담이 아주 격했다'는 내용의 조사를 낭독했다. 메이지 천황은 '왕정 복고, 유신 공헌, 헌법 초창, 조선 지도 등 공헌'의 결과로 이토를 충정군(忠貞君)으로 추봉하고, 백작에서 공작으로 추증했다.

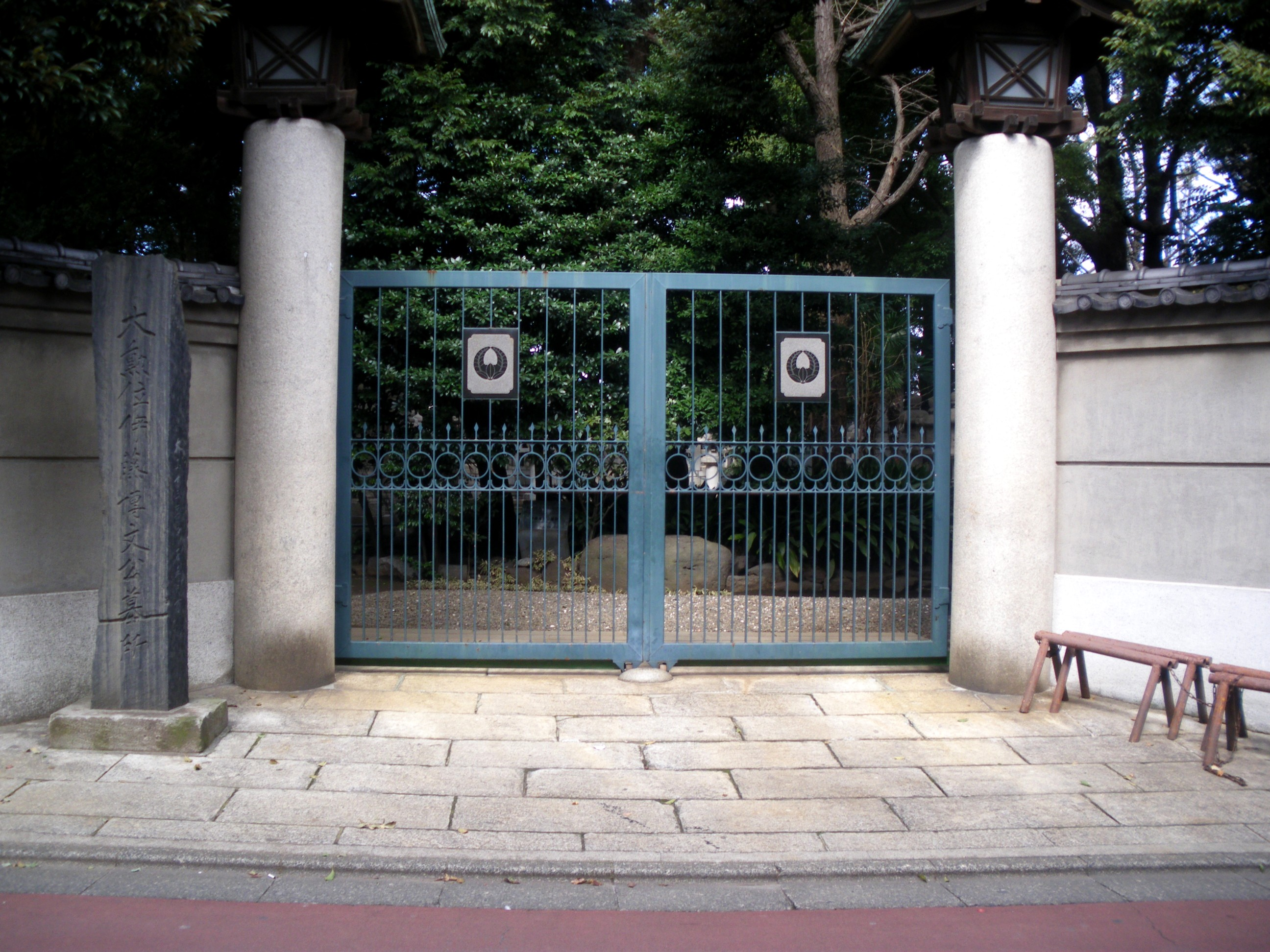
도쿄 시내에 소재한 이토 히로부미의 묘소

식이 끝나자 이토의 시신은 마차에 옮겨졌다. 영구는 장지인 도쿄도 임원군(荏原郡) 대정정자 곡수분영(大井町字 谷垂墳塋, 지금의 도쿄시 시나카와 구(品川区) 곡수묘지(谷垂墓地))에 안장됐다. 그의 묘역은 묘역 1천5백 평을 도쿄시 예산으로 사들였다. 장남인 농상무 서기관 이토 분키치(伊藤文吉)가 앞장섰고, 시신은 오후 2시 30분 묘지에 도착했다.
매장이 끝나고 유족과 일부 대관들은, 묘역에서 가까우며 천황이 1906년 이토에게 준 저택인 오모리(大森)의 은사관(恩賜館)으로 향했다. 이곳은 현재 시나가와 구에 속하고 광우구락부(光友俱樂部)가 되어 있다(일본광학공업의 소유). 그 집 앞길은 ‘이토 도로(伊藤道路)’라고 불린다. <태양> 임시증간호 <이등박문공(伊藤博文公)>은 장례 후 6일뒤인 1909년 11월 10일에 발행됐는데 이 책에 이토의 무덤이 실렸다.

#### 조선의 반응
대한제국 순종은 11월 4일, 궁내부대신 민병석과 조선민족 대표 조중응을 이 국장에 보내고, 대한제국 황실을 대표해서 이토 가족에게 은사금으로 10만원을 전달했다. 그러나 한국 황실의 이와 같은 반응은 이미 국권이 대부분 넘어간 상황인 시대적 상황을 감안하고, 일제의 계산된 공작으로 보는 시각이 지배적이다.
이후 경성부 종로에 이토를 모시는 사당을 세우고 남산 근처에는 대형 신사인 박문사가 건립하며 조선 각지에 이토의 동상을 세웠으나, 이 동상들은 1945년 12월 대한민국 임시정부 요인들이 귀국한 후에는 모두 파괴됐다.

### 사후

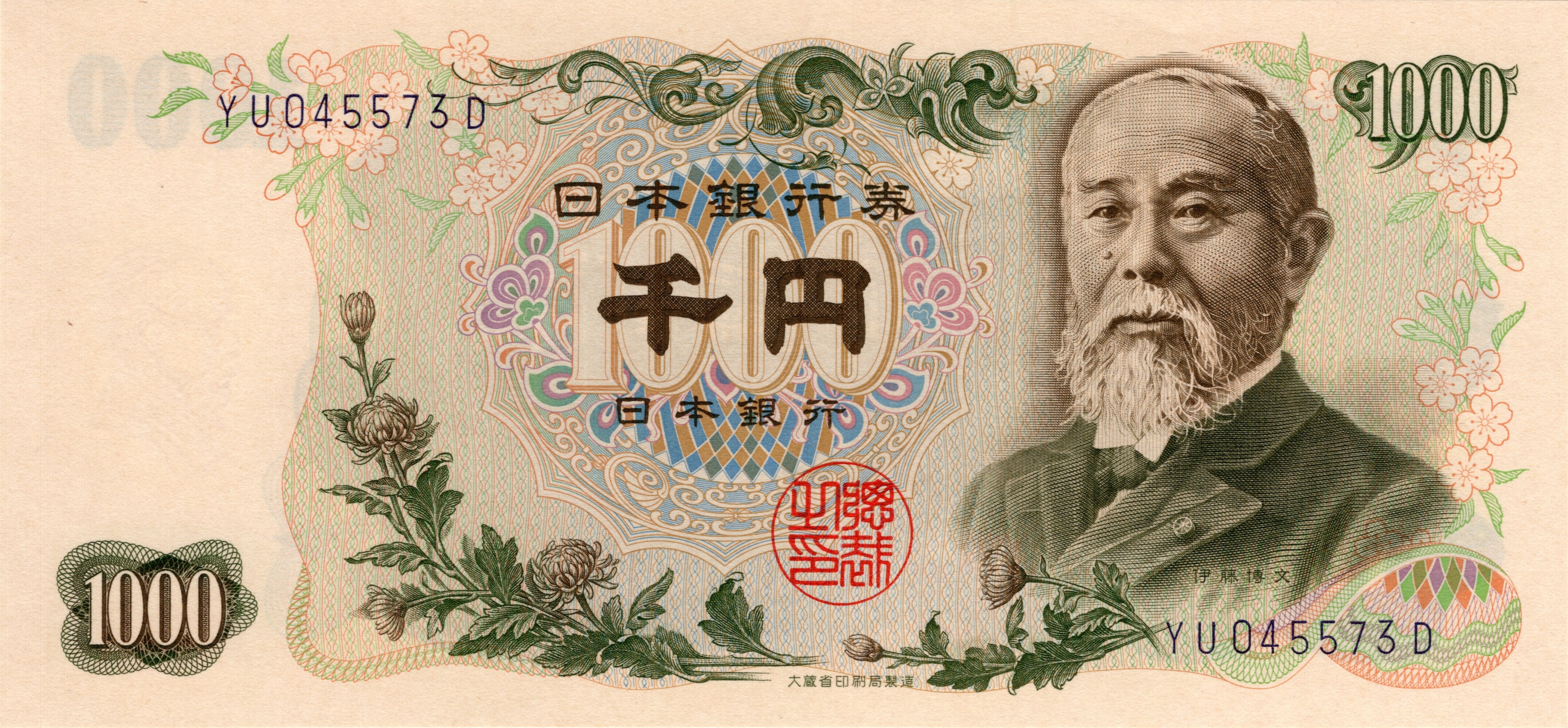
이토 히로부미의 초상화가 그려진 유통된 일본 1000엔 지폐 (1963년부터 1984년까지 통용됨.)

일본의 근대화를 추진하고 국방력과 국력의 향상에 기여했으며, 일본 근대 헌법의 제정과 일본 양원제의 확립에 기여했다. 1963년 11월 1일에 발행된 세 번째 1000엔 지폐의 도안으로 이토 히로부미의 초상화가 사용되었으며, 이는 1984년 11월 1일에 인물이 나쓰메 소세키로 바뀔 때까지 유통됐다.
1909년 10월 28일 대한제국 순종은 그에게 문충공(文忠公)이라는 시호를 내렸다.

## 저서
- 《일본 헌법 정의 해제》 (1882년)

## 가족 관계
이토 히로부미의 본래 성씨인 하야시 가문은 뿌리가 오토모(大友) 일족의 파생된 일족, 또는 지역 명에 따온 성이라고 한다. 히로부미 이후에는 이토 라는 성을 사용하였다. 히로부미의 장남 이토 분키치는 1909년 11월 10일 남작의 작위를 받았다. 분키치의 이복형제인 이토 히로쿠니(伊藤博邦)는 공작에 올랐다.
- (증조부) 이토 야에몬(林弥右衛門)
  - (조부) 이토 스구에몬(伊藤直右衛門)
  - (조모) 모리타 미치타네(守田通種)의 딸
    - (부) 이토 주조(伊藤十蔵, 1816년 ~ 1896년)
    - (모) 이토 고토코(伊藤琴子) - 아키야마 조자에몬(秋山長左衞門)의 딸
      - (부인) 이토 스미코(伊藤すみ子)
      - (부인) 이토 우메코(伊藤梅子, 1848년 ~ 1924년)
        - (양자) 이토 히로쿠니(伊藤博邦, 1870년 ~ 1931년) - 친부는 조슈번사 이노우에 미쓰토(井上光遠, 이노우에 가오루 후작의 형)
        - (양자부) 이토 다마코(伊藤たま子) - 다카시마 가에몬(高島嘉右衛門, 역술가)의 장녀
          - (양손) 이토 히로요시(伊藤博精, 공작)
          - (양손부) 이토 후쿠코(伊藤福子) - 내각총리대신 다카하시 고레키요(高橋是清)의 손녀, 축구 선수 다카하시 도요지의 사촌
            - (양증손녀) 센게 후미코(千家文子) - 히로요시의 셋째 딸, 센게 다쓰히코(千家達彦, 이즈모 국조가(出雲国造家))의 부인

        - (서장남) 이토 분키치(伊藤文吉, 남작) - 본디 히로부미의 서자이나 기다 이쿠자부로(木田幾三郎)의 장남으로 길러졌고 후에 히로부미의 양자로서 호적에 올려졌다.
        - (서장자부) 가쓰라 다로(桂太郎)의 다섯째 딸
        - (서차남) 이토 신이치(伊藤眞一, 1890년 ~ 1980년) - 어머니는 신바시의 게이샤
        - (장녀) 이토 사다코(伊藤貞子) - 요절, 어머니는 우메코
        - (차녀) 스에마쓰 이쿠코(末松生子) - 어머니는 우메코, 스에마쓰 겐초(末松謙澄, 내무대신)의 부인
        - (삼녀) 니시 아사코(西朝子) - 어머니는 히로부미의 하녀(女中, 다마 지역 출신), 니시 겐시로(西源四郎, 루마니아 공사)의 부인
          - (외손녀) 후지이 세이코(藤井清子) - 니시 겐시로 부부의 딸, 후지이 게이노스케(藤井啓之助, 체코슬로바키아 공사)의 부인
            - (외증손녀) 다쓰케 미요코(田付美代子) - 후지이 게이노스케 부부의 장녀, 다쓰케 가게이치(田付景一, 덴마크 공사)의 부인
            - (외증손녀) 후지사키 후사코(藤﨑芙佐子) - 후지이 부부의 차녀, 후지사키 마사토(藤崎萬里, 일본 최고재판소 판사)의 부인
              - (외고손) 후지사키 이치로(藤﨑一郎) - 후지사키 마사토 부부의 아들, 외무심의관

            - (외증손녀) 쓰루미 쓰다코(田付美代子) - 후지이 부부의 셋째 딸, 쓰루미 기요히코(鶴見清彦, 스위스 대사)의 부인
            - (외증손녀) 마쓰모토 에쓰코(松本悦子) - 후지이 부부의 넷째 딸, 마쓰모토 주로(松本十郎, 방위청 장관)의 부인
              - (외고손) 마쓰모토 다케아키(松本剛明, 1959년 ~ ) - 마쓰모토 주로 부부의 아들, 중의원 8선 의원, 외무대신, 총무대신

        - (사녀, 서녀) 오타케 사와코(大竹澤子) - 스에마쓰 겐초 부부의 양녀로 입적, 오다케 도라오(大竹虎雄, 오다케 다케(大竹多気, 기계공학자)의 아들)의 부인

## 인간 관계
- 조선인 출신의 배정자(裵貞子)를 수양딸이자 제자로 삼았고 역시 조선인 출신의 박중양(朴重陽)을 제자로 삼았다.

## 학력
- 유니버시티 칼리지 런던

### 명예 박사 학위
- 예일 대학교 명예 법학 박사

## 사상과 신념

### 개화론자로 전환
유교의 춘추대의와 대의명분론에 입각한 존왕양이론자였으나, 국비 시찰단으로 영국에 파견된 이후 영국과 일본의 국력차이에 절망하고 이후 개화론자로 사상을 바꾸게 된다. 이후 그는 영국과 미국과의 수교와 개항, 무역론을 강하게 주장하였다.

### 여성 교육에 대한 입장
1886년 그는 한참 개항과 교육의 중요성을 설파하였다. 그러나 당시의 이토는 여성의 교육의 필요성에 대한 것은 인식하지 않고 않았다. 그러나 이후 여자 교육의 필요성을 통감하게 된 이토는 우연히 여성 교육을 장려하는 단체를 조직하는데 주도적으로 참여하여, 1886년 여자 교육 장려 회의 창립위원회를 설립하고 위원장에 취임했다. 1887년 이 단체를 한층 발전시켜 정식으로 일본 여성교육 장려 협회를 출범한다. 이후 그는 위원회를 주도하며 여성 교육의 필요성을 일본 각지에 홍보하고 다닌다. 이후 그의 여성 교육의 필요성에 공감한 사와 에이치, 이와사키 등이 참가, 도쿄 여자 대학관(도쿄 여자 대학의 전신)을 창설하는 등 여성 교육의 보급에 적극적으로 임했다. 또한 이토는 일본 여자 대학의 창시자인 진조 나루세(成瀬仁蔵)로부터 여대 설립 계획에 협력을 요청을 받자, 이에 적극적으로 협조했다.
또한 일본 각지를 다니며 여성 교육의 필요성을 역설한 결과 일본의 각 학교에서는 여학생도 받아들이게 되었다. 여자 교육자인 쓰다 우메코는 이토와 함께 이와쿠라 사절단의 한사람으로 도미 때 함께 다녀온 뒤로 그와 교류가 있었다. 일본으로 되돌아온 뒤 우메코는 이토에게 영어 교육과 통역을 위해 고용해 이토 집에 머물면서, 이토는 물론 이토의 딸의 가정 교사가되어, 또한 "복숭아 여성 학원"에 영어 교사로도 활동하였다. 우메코는 1885년 이토의 추천으로 여성 학습원에서 독립하여 설립된 여학교에서 영어 교사로 활동하며 여성 교육에 앞장섰다. 우메코는 이토의 부국강병론에도 적극 동의하게 된다.

## 참고 문헌
- 정일성, 《이토 히로부미:알려지지 않은 이야기들》 (지식산업사, 2002)
- 이종각, 《이토 히로부미:원흉과 원훈의 두 얼굴》 (동아일보사, 2010)
- 윤덕한, 《이완용 평전》 (도서출판 중심, 1999)

## 일화

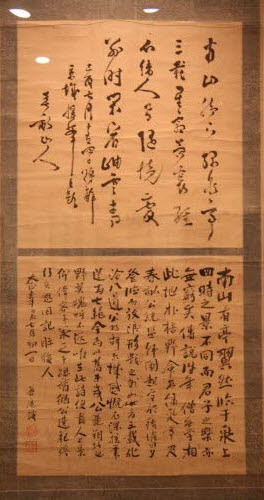
이토 히로부미의 글씨

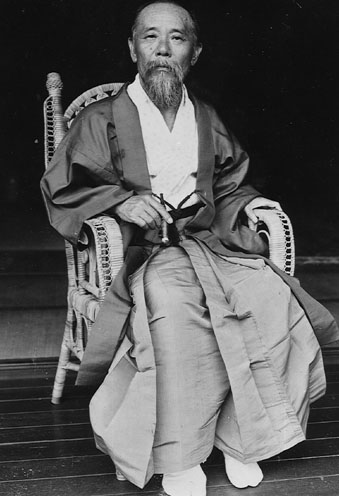
이토 히로부미

- 이토 히로부미가 일본 도쿄에서 한국으로 돌아올 때마다 상궁들에게 시계, 목걸이 등을 선물하였다고 한다.[19] 또 이때 선물한 초콜릿이 한국 최초의 초콜릿이란 설도 있다.[20]

- 이토를 사살한 대한제국의 안중근은 이토를 동양평화의 파괴 원흉으로 규정하고, 근거로 총 15개 조를 제시했다. 재판, 신문 조서에서 밝혔던 모두 크게 다르지 않은 내용은 다음과 같다.[21]

1. 한국의 민황후를 시해한 죄
2. 한국의 황제를 폐위시킨 죄
3. 5조약과 7조약을 강제로 체결한 죄
4. 무고한 한국인을 학살한 죄
5. 정권을 강제로 빼앗은 죄
6. 철도·광산·산림·천택(川澤)을 강제로 빼앗은 죄
7. 제일은행권 지폐를 강제로 사용한 죄
8. 군대를 해산시킨 죄
9. 교육을 방해 한 죄
10. 한국인들의 외국 유학을 금지시킨 죄
11. 교과서를 압수하여 불태워 버린 죄
12. 한국인은 일본인의 보호를 받고 싶어 한다고 세계에 거짓말을 퍼뜨린 죄
13. 현재 한국과 일본 사이에 경쟁이 쉬지 않고 살육이 끊이지 않는데, 한국이 태평 무사한 것처럼 위로 일본 천황을 속인 죄
14. 동양의 평화를 깨뜨린 죄
15. 일본 천황의 아버지 태황제를 살해한 죄

안중근의 이 지적은 1조와 15조를 제외한 나머지 부분이 이토가 통감으로 있던 시기의 행위와 일치하며, 안중근이 수차 밝힌 내용과 대동소이함을 감안하면 안중근의 저격은 오랜 기간에 바탕한다 하겠다. 이는 20세기 초반의 한국인들이 이토를 어떠한 시각으로 바라 보았는지를 알리는 자료이다. 제1조의 민황후는 명성황후를 지칭한다.

## 관련 작품

### 다큐멘터리
한국
- 《역사스페셜 이토 저격 영상을 찾아라》 (2009년10월 24일) - KBS 다시보기

### 영화
한국
- 《로스트 메모리즈》 (2002년) - 황영일
- 《도마 안중근》 (2004년) - 윤주상, 정주환
- 《영웅》(2022년) - 김승락
- 《하얼빈》(2024년) - 릴리 프랭키

일본
- 《일본해 대해전》 (1969년) - 야나기 에이지로
- 《203 고지》 (1980년) - 모리시게 히사야
- 《바람의 검심: 전설의 최후편》 (2014년) - 오자와 유키요시

### 드라마
한국
- 대한국인 (1979년, KBS 8.15 특집드라마) - 장민호
- 풍운 (1982년, KBS 대하드라마) - 이승호
- 대원군 (1990년, MBC 조선왕조 오백년 시리즈) - 이묵원
- 왕조의 세월 (1990년, KBS 8.15 특집드라마) - 김성원
- 안중근 (1996년, SBS 3.1절 특집드라마) - 박근형
- 찬란한 여명 (1995년 - 1996년, KBS1) - 김성원
- 명성황후 (2001년, KBS) - 윤주상

중국
- 주향공화 (2003년, CCTV) - 히라타 야스유키

일본
- 대하드라마 (NHK)
  - 세 자매 (1967년) - 후쿠다 요시유키
  - 료마가 간다 (1968년) - 나카무라 아츠오
  - 화신 (1977년) - 비토 이사오
  - 사자의 시대 (1980년) - 네즈 진파치
  - 봄의 물마루 (1985년) - 이타미 주조
  - 나는 듯이 (1990년) - 오구라 히사히로
  - 료마전 (2010년) - 오노에 히로유키
  - 야에의 벚꽃 (2013년) - 카토 토라노스케
  - 꽃 타오르다 (2015년) - 게키단 히토리

### 뮤지컬
한국
- 영웅 (2009년) - 조승룡, 이희정
- 영웅 (2010년) - 조승룡
- 영웅 (2011년) - 조승룡, 이희정
- 영웅 (2012년) - 김도형, 이희정
- 영웅 (2014년) - 김도형, 이희정
- 영웅 (2015년) - 김도형, 조승룡
- 영웅 (2017년) - 김도형, 이정열, 윤승욱

## 같이 보기
- 박중양
- 규장각 - 이토가 규장각에서 빼돌린 상당수의 고서들이 현재까지도 일본 궁내청 서릉부(일본왕실 도서관)에 있다